# Gamberi all'aglio

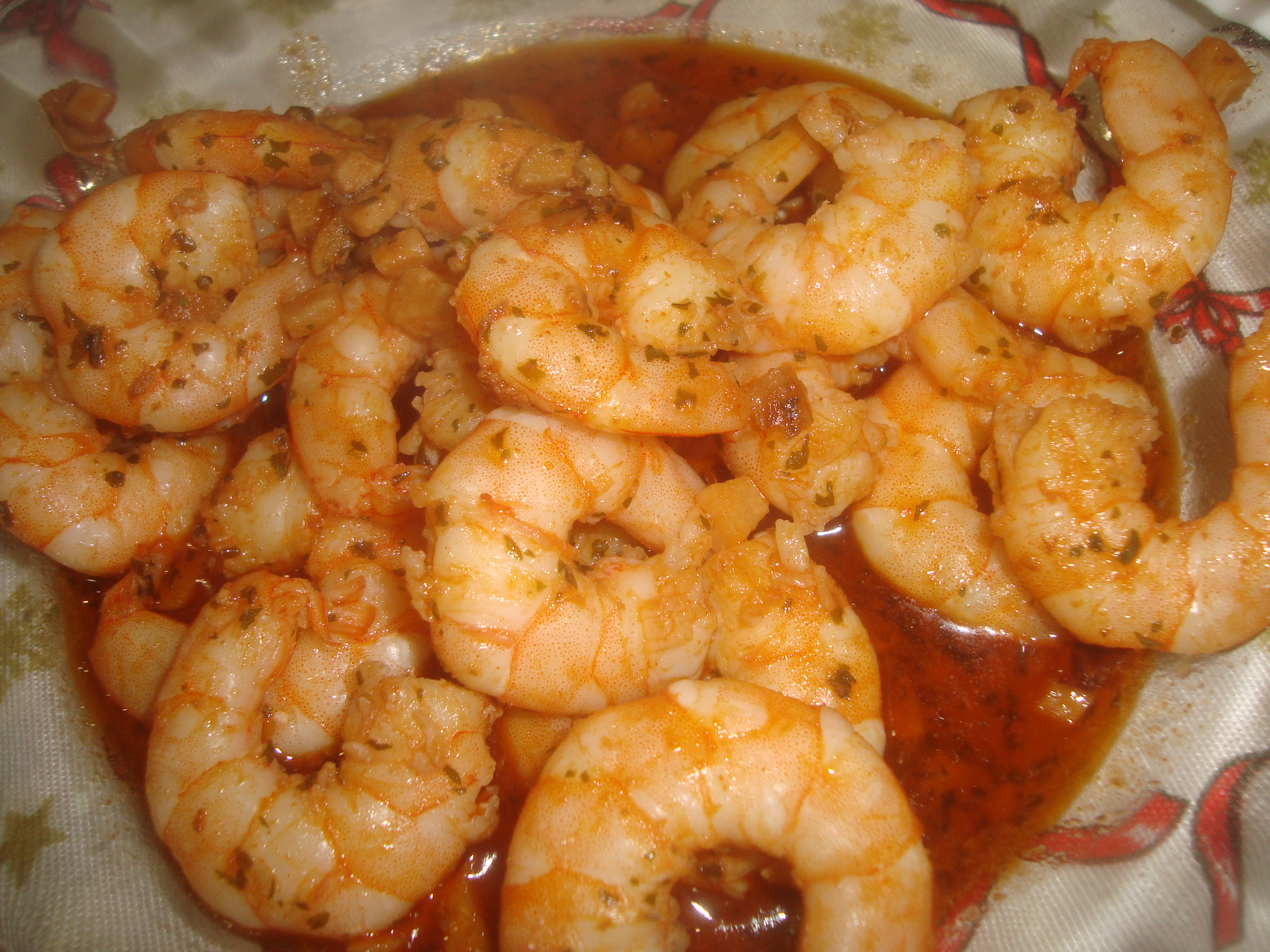
Gamberi all'aglio (gambas al ajillo, España).

I gamberi all'aglio (gambas al ajillo) sono un piatto tradizionale spagnolo spesso serviti come tapas.

## Preparazione
Tagliare molto fine un pezzo di aglio a persona. Metterlo a cuocere in un tegame di terracotta con olio e prezzemolo. Dopo aver fatto cuocere l'aglio (senza però tostarlo), sgusciare dei gamberi e metterli assieme all'aglio con la farina e il sale. Aggiungere poca salsa di pomodoro, del vino bianco secco, e del peperoncino. Cuocere per alcuni minuti prima di servire.